# Niviventer coninga
Niviventer coninga là một loài động vật có vú trong họ Chuột, bộ Gặm nhấm. Loài này được Swinhoe mô tả năm 1864.